# Elias Birnstiel
Elias Birnstiel (* um 1600 in Erfurt; begraben 28. Juli 1679 in Stotternheim; auch latinisiert Birnstilius) war ein thüringischer Geistlicher und Gelehrter.

## Biographie
Birnstiel begann sein Studium an der Universität Erfurt 1618. Weil man zu dieser Zeit üblicherweise achtzehnjährig zu studieren begann, kann man auf das Geburtsjahr 1600 schließen, doch ist das nicht gesichert. Danach war Birnstiel Lehrer und Professor am evangelischen Ratsgymnasium in Erfurt. Wir finden ihn 1632 als Pfarrer in Kleinbrembach, 1649 als Pfarrer in Stotternheim, von 1658 bis 1664 betreute er die Pfarrei Schwerborn. Er war verheiratet mit einer Anna und man weiß von einer Tochter Christina, getauft am 20. März 1653 in Stotternheim.

## Werk
- S. Aurelii Augustini Aureum Votum: Inter Brachia Salvatoris mei vivere volo, & mori cupio / Quod pro Scito Adoptivo, scutoque Christianissimo, metrica toga varie a variis exornari, & publicae lucis fieri curavit M. Elias Birnstilius, Eidem Salvatori a ministeriis divinis (Erfurt, 1665).

Birnstiel veröffentlicht 1665 dieses Buch, das er dem Fürstbischof von Mainz, Johann Philipp von Schönborn schon 1661 gewidmet hat. Darin enthalten ist eine Sammlung von Gedichten von 54 weiteren Autoren, die alle dasselbe vermeintliche Augustinuszitat in lateinischen Versmaßen variieren. Unter den Autoren finden sich Caspar von Barth und Landgraf Moritz von Hessen-Kassel. 
In diesem Buch veröffentlicht Birnstiel an letzter Stelle auch seine eigenen Variationen des Zitats: Inter brachia Salvatoris mei et vivere volo et mori cupio (In den Armen meines Erlösers will ich leben und wünsche ich zu sterben). Birnstiel selbst hält die Zeilen für augustinisch, tatsächlich handelt es sich um ein Zitat aus dem Manuale Augustini, einer Sammlung von kontemplativen Texten, die ein ungewisser Autor aus verschiedenen Stellen zusammengestellt hat. Bei Birnstiels Gedichten, die er selbst Lucubrationes nennt, handelt es sich um Epigramme in elegischen Distichen in vorwiegend lateinischer Sprache, doch finden sich auch zwei griechische Distichen.